# Fiserv Forum
O Fiserv Forum (denominado Wisconsin Entertainment and Sports Center durante o planejamento e a construção) é uma arena multiúso localizada em Milwaukee, Wisconsin, Estados Unidos. É a casa dos times de basquete Milwaukee Bucks, da NBA, substituindo o extinto Bradley Center, e o Marquette Golden Eagles, da NCAA, com capacidade para 17,500 assentos em jogos de basquete e 18,000 para concertos. A empresa de tecnologia de serviços financeiros Fiserv comprou os direitos de nome num acordo de 25 anos.

## História
Apesar de ser uma das principais arenas da NBA quando concluído em 1988, o BMO Harris Bradley Center era uma das arenas ativas mais antigas da NBA no final do contrato dos Bucks em 2018. Apenas o Madison Square Garden em Nova York e o Oakland Arena em Oakland eram mais velhos do que o Bradley Center; no entanto, tanto o Madison Square Garden quanto a Oakland Arena foram substancialmente renovados durante suas vidas, com a Oakland Arena sendo eventualmente substituída pelo novo Chase Center em San Francisco para a temporada de 2019-20. Os fundos para a construção do BMO Harris Bradley Center foram doados por Jane Bradley Pettit e seu marido Lloyd Pettit sem qualquer provisão para as necessidades de capital de longo prazo do edifício ou despesas operacionais anuais. Embora a arena fosse autossuficiente, seus inquilinos, como os Bucks, estavam em desvantagem em comparação com outras equipes da NBA por causa do acordo.
O ex-proprietário dos Bucks e ex-senador dos EUA, Herb Kohl, propôs a construção de uma nova arena no centro da cidade para substituir o Bradley Center. Houve uma discussão considerável na região sobre a ideia de uma arena com financiamento público e, finalmente, nenhuma resolução foi alcançada. Em 2009, o governador de Wisconsin, Jim Doyle, incluiu uma provisão no orçamento de capital do estado buscando US $ 5 milhões em apoio de títulos do estado para renovar o Bradley Center. A diretoria do Bradley Center disse às autoridades estaduais que o prédio precisava de US $ 23 milhões em reformas, então eles concordaram em levantar os US $ 18 milhões restantes por conta própria.
Em 18 de setembro de 2013, o então vice-comissário da NBA, Adam Silver, fez um tour pela arena e disse que ela ficava a alguns milhares de metros quadrados abaixo dos padrões da NBA e também carecia de inúmeras amenidades. Em 16 de abril de 2014, Kohl anunciou um acordo para vender a franquia a Marc Lasry e Wesley Edens. O negócio incluiu provisões de $ 100 milhões de Kohl e do novo grupo de proprietarios, num total de $ 200 milhões, para a construção de uma nova arena no centro. Logo depois, a NBA deu aos Bucks um ultimato - consiga uma nova arena ou esteja perto de completar uma nova arena no início da temporada de 2017-18. Do contrário, a liga compraria a franquia de Lasry e Edens e venderia  para um dos dois grupos de proprietários em potencial; um em Las Vegas e o outro em Seattle, o que significaria a saída certa dos Bucks de Milwaukee. Em 15 de julho de 2015, o Senado de Wisconsin aprovou o financiamento para a nova arena. Em 28 de julho de 2015, a Assembleia Estadual de Wisconsin aprovou o financiamento. Em 12 de agosto de 2015, o governador Scott Walker assinou o plano de gastos da arena no Wisconsin State Fair Park em West Allis, Wisconsin.
Em 13 de abril de 2016, os Bucks assinaram um contrato de arrendamento de 30 anos para jogar na nova arena. Além disso, a Universidade Marquette concordou em alugar a arena para seus jogos em casa, começando em 2018. Ao contrário do acordo anterior da Marquette com o Bradley Center, o contrato de aluguel com a Fiserv termina na primavera de 2025, permitindo a universidade a opção de utilizar o Fiserv Forum apenas para jogos maiores.
O lançamento oficial foi durante a 2ª festa anual do Bucks Block em 18 de junho de 2016.
Em 2 de maio de 2017, o presidente do Milwaukee Bucks, Peter Feigin, afirmou que a construção da arena permaneceu dentro do cronograma e do orçamento. O anúncio de Feigin veio do local da nova arena, depois que a primeira treliça do telhado foi instalada e aparafusada no lugar. O telhado foi oficialmente inaugurado em 24 de agosto de 2017. Em 26 de agosto de 2018, o Fiserv Forum foi oficialmente inaugurado em uma cerimônia de inauguração na 4ª festa anual do Bucks Block. O primeiro evento ao vivo no Fiserv Forum foi um show do The Killers em 4 de setembro de 2018.
Os Bucks jogaram seu jogo inaugural no Fiserv Forum durante a pré-temporada contra o Chicago Bulls em 3 de outubro de 2018. A estreia na temporada regular foi disputada em 19 de outubro de 2018, contra o Indiana Pacers. O Bucks ganhou por 118–101. A primeira temporada dos Bucks no Forum foi um grande sucesso, com a equipe terminando a temporada regular com sua primeira temporada de 60 vitórias desde a temporada de 1980-81. Eles também tiveram um recorde de 33-8 no Forum, o segundo melhor recorde em casa na NBA. Em 14 de abril de 2019, o Fórum sediou seu primeiro jogo de playoffs da NBA, o Jogo 1 da primeira rodada entre os Bucks e o Detroit Pistons. 
Em 22 de dezembro de 2019, os Bucks tiveram sua 50ª lotação consecutiva no Fórum, a mais longa sequência desse tipo na história da franquia, que começou em 16 de novembro de 2018.
Em 11 de março de 2019, foi anunciado que o Fórum Fiserv sediaria a Convenção Nacional Democrata de 2020 de 13 a 16 de julho de 2020. Ela foi posteriormente adiada para 17 a 20 de agosto de 2020, devido à pandemia de coronavírus em curso nos Estados Unidos. Em 24 de junho de 2020, foi anunciado que a convenção seria reduzida e, em vez disso, realizada no Wisconsin Center.
Em 22 de fevereiro de 2020, os Bucks estabeleceram um novo recorde de público no Fórum, quando 18.290 pessoas compareceram para assistir o jogo dos Bucks contra o Philadelphia 76ers. Eles ganharam por 119–98. Esse recorde foi quebrado menos de uma semana depois, em 28 de fevereiro de 2020, quando 18.412 pessoas assistiram aos Bucks enfrentando o Oklahoma City Thunder. Os Bucks ganhou por 133-86.

### Namings rights
Em 26 de julho de 2018, os Bucks concordaram com um acordo de 25 anos de naming rights com a Fiserv, uma empresa de tecnologia de serviços financeiros com sede em Milwaukee.
Depois que o nome oficial foi anunciado, os fãs apelidaram o prédio de "Four-One-Forum", uma referência ao código de área da cidade.

## Planejamento e design

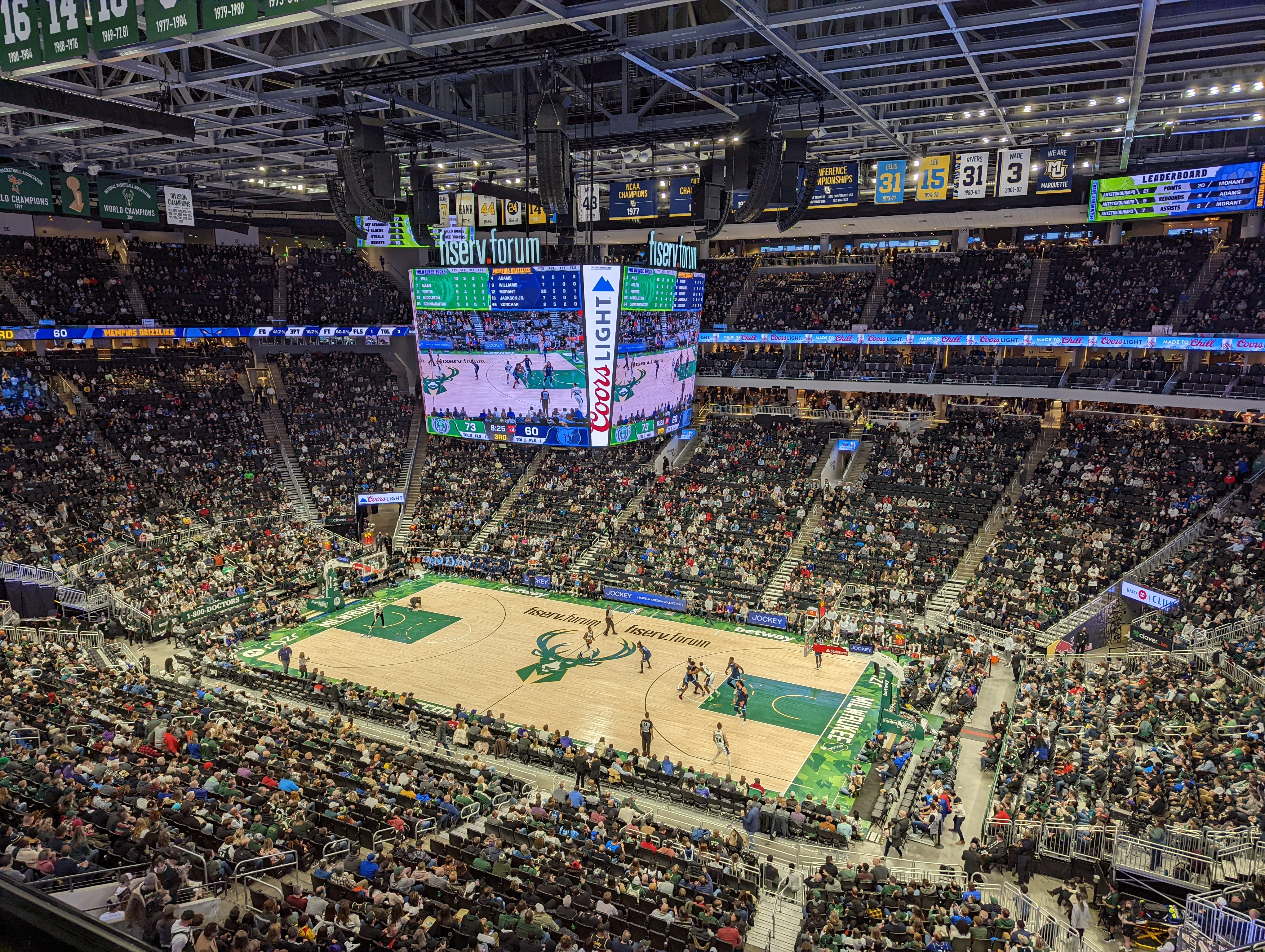
Fiserv Forum por dentro

O Milwaukee Bucks divulgou as primeiras imagens e detalhes de sua visão para o desenvolvimento de uma nova arena polivalente e distrito de esportes e entretenimento para revitalizar o centro de Milwaukee em 8 de abril de 2015. As imagens representavam os primeiros desenhos conceituais de um novo local polivalente e distrito de entretenimento que irá ancorar uma nova visão de desenvolvimento ativada por esportes, entretenimento, residências e usos de escritório. O local, que fica principalmente entre a 4th Street e a 6th Street da State Street to McKinley Avenue, se conectará perfeitamente com o desenvolvimento ativo em todos os lados, incluindo Old World Third Street, Schlitz Park, The Brewery, a margem do rio Milwaukee, Water Street e Wisconsin Center.
Populous e HNTB, duas empresas de Kansas City, lideram a equipe de design de arena com a participação da empresa de Milwaukee, Eppstein Uhen Architects. A arena se destina a ser o ponto focal de uma zona que inclui espaço público cercado por empreendimentos comerciais e residenciais. As representações iniciais da arena mostraram uma fachada transparente e um telhado e lateral curvos destinados a evocar as formas de água do Lago Michigan e do Rio Milwaukee. "Herb Kohl Way" foi apresentado na praça fora do Fiserv Forum em 26 de agosto de 2018 para homenagear o ex-proprietário dos Bucks por suas contribuições que levaram à construção da arena. A praça abriga restaurantes e um jardim, onde as pessoas podem se reunir o ano todo para assistir a eventos esportivos em uma grande televisão ao ar livre. Em maio de 2019, os Bucks anunciaram que o Fiserv Forum é o edifício central no distrito de desenvolvimento de 30 acres em torno da arena recentemente chamada de "Deer District". Em fevereiro de 2019, a Johnson Controls revelou uma estátua tridimensional de seu logotipo colocada fora do Fórum Fiserv, que pode brilhar em várias cores à noite e ficará verde especificamente após cada vitória dos Bucks.
O Fiserv Forum tem capacidade para 17.500 pessoas e tem menos suítes de luxo, mas mais assentos do que o BMO Harris Bradley Center.
Ele também apresenta um layout e equipamento para partidas de hóquei no gelo regulamentado pela NHL e pela NCAA e shows no gelo como o Disney on Ice, portanto, a arena é capaz de hospedar o NCAA Frozen Four como o BMO Harris Bradley Center fez em 1993, 1997 e 2006. No entanto, o Milwaukee Admirals da American Hockey League retornaram à UW – Milwaukee Panther Arena na temporada de 2016–17, pois não foram chamados para jogar na arena. Os Bucks está contratualmente obrigado a não recrutar inquilinos atuais da Panther Arena para mover seus eventos para o Fórum Fiserv.
Fiserv Forum tem o maior placar simétrico da NBA.